# Pselaphodes hanmiensis
Pselaphodes hanmiensis – gatunek chrząszcza z rodziny kusakowatych i podrodziny marników. Występuje endemicznie w Chinach.
Gatunek ten opisali po raz pierwszy w 2011 roku Yin Ziwei, Li Lizhen i Zhao Meijun na łamach Annales Zoologici. Jako miejsce typowe wskazano drogę z Hanmi do Aniqiao w powiecie Motuo w Tybecie. Epitet gatunkowy pochodzi od miejsca typowego.
Chrząszcz ten osiąga 3,23 mm długości i 1,17 mm szerokości ciała. Ubarwienie ma rudobrązowe. Głowa jest dłuższa niż szeroka. Oczy złożone buduje u samca około 35 omatidiów. Czułki buduje jedenaście członów, z których trzy ostatnie są powiększone, a u samca ponadto wydłużone. Przedplecze jest dłuższe niż szerokie, o lekko kanciastych krawędziach przednio-bocznych. Pokrywy są szersze niż dłuższe. Zapiersie (metawentryt) u samców ma wyraźnie długie wyrostki. Krętarze odnóży przedniej i środkowej pary zaopatrzone są w kolce na stronie brzusznej, zaś pozostałe człony odnóży pozbawione są modyfikacji. Odwłok jest duży.
Owad ten jest endemitem Chin, znanym tylko z miejsca typowego w Tybecie. Spotykany był na wysokości między 1700 a 2000 m n.p.m.